# بونجانا
بونجانا Punjana هي علامة تجارية للشاي، تنتجها شركة شاي ثومبسونز تي Thopson's Tea ومقرها في بلفاست في  أيرلندا.
تأسست ثومبسونز تي في عام 1896.
تعتبر من أكثر العلامات التجارية للشاي شعبية في أيرلندا الشمالية وسكوتلاندا.
تستورد الشاي من حدائق أسام في شمال الهند ومنحدرات جبل كينيا.